# Ciak d'oro 1991
6ª edizione dei Ciak d'oro tenutasi nel 1991. La pellicola cinematografica che ottiene il maggior numero di premi è Il tè nel deserto di Bernardo Bertolucci con tre riconoscimenti.

## Vincitori e candidati
I vincitori sono indicati in grassetto, a seguire gli altri candidati.

### Miglior film
- Il tè nel deserto di Bernardo Bertolucci

### Miglior regista
- Bernardo Bertolucci - Il tè nel deserto

### Migliore attore protagonista
- Diego Abatantuono - Mediterraneo

### Migliore attrice protagonista
- Margherita Buy - La stazione e Angela Finocchiaro - Volere volare (ex aequo)

### Migliore attore non protagonista
- Ennio Fantastichini - Porte aperte
  - Giuseppe Cederna - Mediterraneo
  - Ivano Marescotti - L'aria serena dell'ovest
  - Massimo Ghini - Italia-Germania 4-3
  - Massimo Wertmüller - Il viaggio di Capitan Fracassa

### Migliore attrice non protagonista
- Angela Finocchiaro - Luisa, Carla, Lorenza e... le affettuose lontananze
  - Alessandra Casella - Le comiche
  - Mariella Valentini - Volere volare
  - Nancy Brilli - Italia-Germania 4-3
  - Pamela Villoresi - Pummarò

### Migliore opera prima
- Sergio Rubini - La stazione

### Migliore sceneggiatura
- Gianni Amelio, Vincenzo Cerami, Alessandro Sermoneta - Porte aperte
  - Memè Perlini, Nico Garrone - Ferdinando, uomo d'amore
  - Silvio Soldini, Roberto Tiraboschi - L'aria serena dell'ovest
  - Marco Ferreri, Liliane Betti, Antonino Marino - La casa del sorriso
  - Sergio Rubini, Filippo Ascione, Umberto Marino - La stazione

### Migliore fotografia
- Vittorio Storaro - Il tè nel deserto

### Migliore sonoro
- Remo Ugolinelli - Ultrà
  - Franco Borni - La stazione
  - Bruno Pupparo, Roberto Petrozzi - Luisa, Carla, Lorenza e... le affettuose lontananze
  - Tiziano Crotti - Mediterraneo
  - Amedeo Casati - Volere volare

### Migliore scenografia
- Dante Ferretti, Francesca Lo Schiavo - Amleto
  - Paola Comencini - I divertimenti della vita privata
  - Gianni Silvestri - Il tè nel deserto
  - Marco Ferreri, Livia Borgognoni - La casa del sorriso
  - Amedeo Fago, Franco Velchi - Porte aperte

### Migliore montaggio
- Franco Fraticelli - Ragazzi fuori
  - Gabriella Cristiani - Il tè nel deserto
  - Claudio Cormio - L'aria serena dell'ovest
  - Simona Paggi - Porte aperte
  - Rita Rossi, Anna Missoni - Volere volare

### Migliore costumi
- Odette Nicoletti - Il viaggio di Capitan Fracassa
  - Maurizio Millenotti- Amleto
  - Antonella Berardi - I divertimenti della vita privata
  - Nicoletta Ercole - La casa del sorriso
  - Gianna Gissi - Porte aperte

### Migliore colonna sonora
- Giancarlo Bigazzi - Ragazzi fuori
  - Ennio Morricone - Amleto
  - Carlo Crivelli - La condanna
  - Franco Piersanti - Porte aperte
  - Vasco Rossi - Stasera a casa di Alice

### Miglior manifesto
- Il tè nel deserto

### Migliore film straniero
- Balla coi lupi di Kevin Costner